# NGC 2058
NGC 2058（或記作ESO 56-SC173）是位於山案座的疏散星团，收錄於原版天體新總表（NGC），屬於大麥哲倫星系。1982年，科學家利用光電測光術和照相測光術，繪出NGC 2058和NGC 2065的顏色-星等圖，從而估計兩者的年齡為一億二千萬年。